# Rieseralm
Rieseralm est une petite station de ski située près de Obdach au sud-ouest du Land de Styrie en Autriche.